# 什勒斯維希-霍爾斯坦-森訥堡的伊莉莎白
什勒斯維希-霍爾斯坦-森訥堡的伊莉莎白（丹麥語：Elisabeth af Slesvig-Holsten-Sønderborg，1580年9月24日—1653年12月21日），波美拉尼亞公爵夫人，年輕者漢斯的女兒。

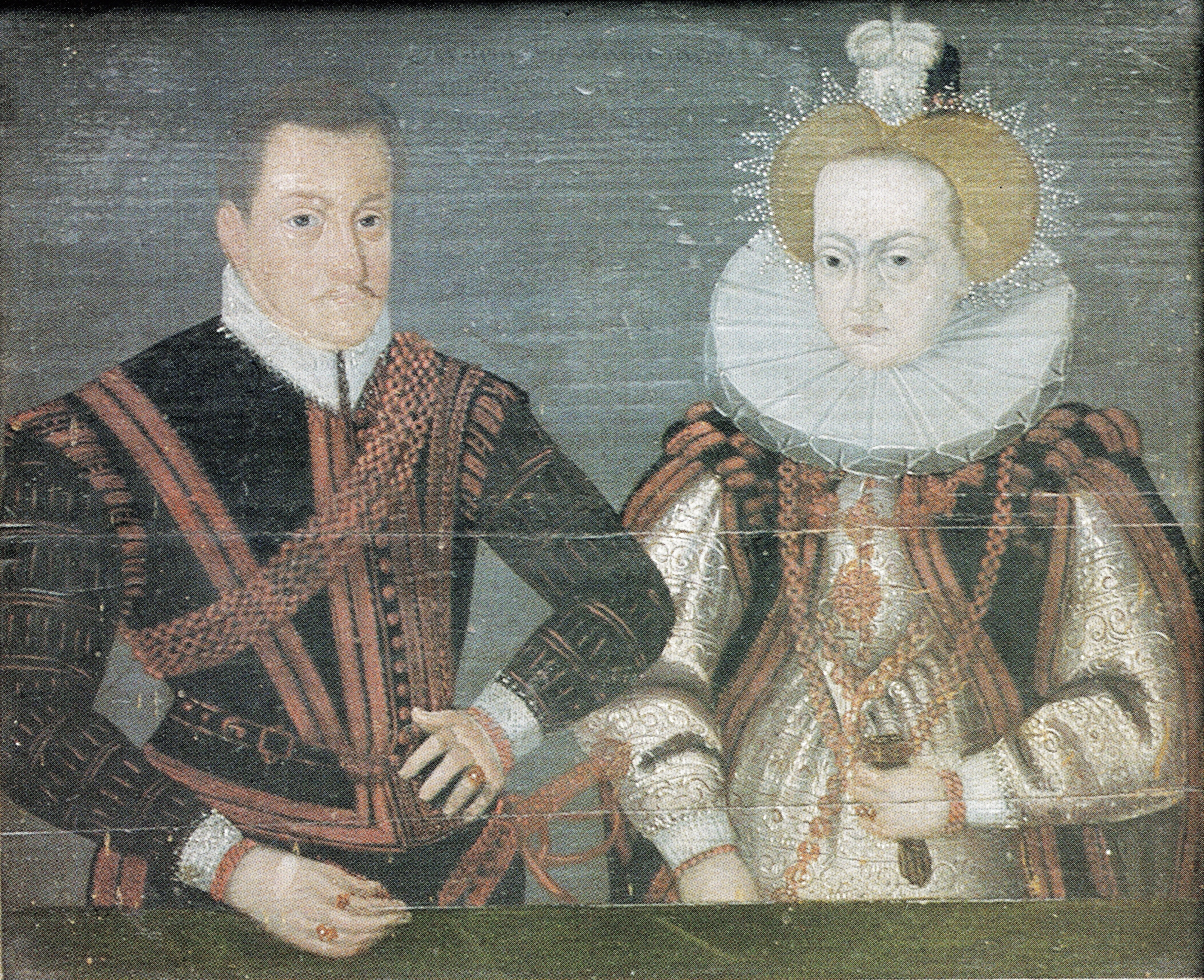
伊莉莎白（右）

1615年，伊莉莎白與波吉斯瓦夫十四世結婚，兩人沒有子女。